# Stratená
Stratená es un municipio del distrito de Rožňava en la región de Košice, Eslovaquia, con una población estimada a final del año 2024 de 119 habitantes.
Se encuentra ubicado al oeste de la región, en la cuenca hidrográfica del río Hernád, y cerca de la frontera con la región de Banská Bystrica y Hungría.

## Demografía
| Año        | 1994 | 2004     | 2014    | 2024    |
| ---------- | ---- | -------- | ------- | ------- |
| Población  | 194  | 140      | 128     | 119     |
| Diferencia |      | −27,83 % | −8,57 % | −7,03 % |

| Año        | 2023 | 2024 |
| ---------- | ---- | ---- |
| Población  | 119  | 119  |
| Diferencia |      | +0 % |